# Flavian II. Antiohijski
Flavijan II. iz Antiohije (latinski: Flavianus II.; grčki: Φλαβιανός Β Αντιοχείας, Phlabianós II. Antiokheías) bio je antiohijski patrijarh od 498. godine sve do njegovog svrgavanja 512. godine.

## Biografija
Flavian je bio bazilijski redovnik u tilmognonskom samostanu u Coelesiriji (Greek: Κοίλη Συρία, Koílē Siría), da bi kasnije postao antiohijski Nuncij (lat.: apocrisiarius) u Konstantinopolu. Nakon smrti partijarha Antiohije, kalcedonca Paladiusa 498. godine, car Anastazie I. imenuje Flaviana patrijarhom Antiohije pod uvjetom da prihvati Henotikon. Međutim, iako ga je prihvatio, tijekom svoje vladavine kao patrijarh, Flavian nije pokazao nikakvo protivljenje kalcedonizmu.
Patrijarh Flavian i jeruzalemski patrijarh Ilija, opirali su se pokušajima ukidanja učenja kalcedonskog Sabora. Međutim, zbog sukoba između Kalcedonaca i nekalcedonaca u Antiohiji, Flavian je nastojao ugoditi objema stranama zauzimajući srednju liniju u odnosu na kalcedonske uredbe, ali ga je ipak Anastazia prisilila da potpiše Henotikonski edikt 508./509. Nadalje, Flaviana je mierapoliski biskup Filoksen optužio za Nestorijanstvo.
511. godine Filoksen je uvjerio monofizite okolnih sirijskih oblasti da krenu na Antiohiju i prisile Flaviana da osudi Sabor Kalcedona, ali su ih dočekali žestoki Kalcedonci koji su napadače na brutalan način pobili a njihova tijela bacili u rijeku Oront. Saznavši za sve ove događaje, i redovnici bivšeg Flavianovog samostana su doputovali u Antiohiju kako bi obranili Flavijana od antikalcedonaca. Ti događaji su naveli Anastazia do usvoji crkveni programa Miafizita, čime su Flavijan i biskup Ilija izgubili carsku podršku.
512. godine, Filoksen je zajedno s osamdeset drugih nekalcedonskih biskupa, a sve uz potporu Anastazia, sazvao sinod u Sidonu, da bi osudili Flaviana i Iliju što je rezultiralo progonom Flaviana na Petru, gdje je umro 518. Flavianovo svrgavanje i naknadno ogorčenje prema Anastaziu izazvali su Vitalianovu pobunu 513. godine. Flavian je ubrzo nakon smrti bio upisan među svece Grčke pravoslavne Crkve radi obrane kalcedonizma, a nakon izvjesnog dvoumljenja bio je kanoniziran i od strane Rimokatoličke Crkve. U rimskom Pasionalu njegov se blagdan slavi 14. srpnja.

## Vanjske poveznice
- Flavian II.
- Encyclopedia Britanica - Flavian II.